# Llei d'intel·ligència artificial
La llei d'intel·ligència artificial és un reglament comunitari proposat el 21 d'abril de 2021 per la Comissió Europea que té com a objectiu introduir un marc regulador i legal comú per a la intel·ligència artificial. Abasta tots els sectors (excepte els militars) i tots els tipus d'intel·ligència artificial. Com a part de la regulació dels productes, la proposta no confereix drets als individus, sinó que regula als proveïdors de sistemes d'intel·ligència artificial i a les entitats que els utilitzen a títol professional.
El reglament proposat classifica les aplicacions d'intel·ligència artificial per risc i les regula en conseqüència. Les aplicacions de baix risc no estan regulades. Els estats membres a través de l'harmonització màxima tenen prohibit de fer regular-ho i no són aplicables les lleis nacionals existents relacionades amb la regulació del disseny o l'ús d'aquests sistemes.
Es preveu un sistema voluntari de codi de conducta per a aquests sistemes de baix risc, encara que no estarà present al principi. Els sistemes mitjans i d'alt risc requeriran una avaluació obligatòria de la conformitat, realitzada com a autoavaluació pel proveïdor, abans de ser comercialitzats.
Algunes aplicacions especialment crítiques que ja requereixen que l'avaluació de la conformitat sigui supervisada en virtut de la legislació vigent de la UE, per exemple, per a dispositius mèdics, l'autoavaluació del proveïdor en virtut dels requisits de la llei d'IA hauria de ser estudiada per l'organisme notificat que realitza l'avaluació en virtut d'aquest reglament, com el Reglament sobre dispositius mèdics.
La proposta també prohibiria uns certs tipus d'aplicacions, que es conegui, el reconeixement biomètric remot, aplicacions que manipulen subliminarment a les persones, aplicacions que exploten les vulnerabilitats d'uns certs grups de manera nociva, i la puntuació dels crèdits socials. Per als tres primers, es proposa un context de règim d'autorització d'aplicació de la llei, però la puntuació del comportament social es prohibiria completament.
La llei també proposa la introducció d'una Junta Europea d'Intel·ligència Artificial que fomentarà la cooperació nacional i garantirà que es respecti la normativa.
Igual que el Reglament General de Protecció de Dades de la Unió Europea (RGPD), la Llei d'IA podria convertir-se en un estàndard mundial. Ja està tenint impacte més enllà d'Europa; el setembre de 2021, el Congrés del Brasil va aprovar un projecte de llei que crea un marc legal per a la intel·ligència artificial.
El Consell Europeu va adoptar el seu enfocament general sobre la Llei d'IA el 6 de desembre de 2022. Alemanya dona suport a la posició del Consell, però encara veu la necessitat de noves millores tal com es formulen en una declaració d'acompanyament de l'estat membre.
Entre les mesures que probablement es proposaran, s'inclou que els desenvolupadors de productes d'IA com ChatGPT d'OpenAI hagin de declarar si cap material amb drets d'autor es va utilitzar per entrenar la seva tecnologia.